# مغلة
مُغلة (بالعثمانية: مغله) مدينة في جنوب غرب تركيا وهي مركز محافظة مغلة وتمتد على ساحل إيجة التركي. تتبع مغلة العديد من المدن السياحية الشهيرة بودروم مرماريس فتحية. ويبلغ تعداد سكانها حوالي 43,845 نسمة.

## أعلام
- باسل زاهروف